# Emil von Grolman
Friedrich Ludwig Franz Emil Georg Adolph von Grolman (* 25. August 1809 in Gießen; † 27. April 1864 in Darmstadt) war ein hessischer Richter und Abgeordneter der 2. Kammer der Landstände des Großherzogtums Hessen.
Emil von Grolman war der Sohn des Oberappellationsgerichtsrates Friedrich von Grolman und dessen Ehefrau Eleonore, geborene Seyler. Von Grolman, der evangelischer Konfession war, heiratete 1838 in Gießen Marie Elisabeth, geborene Walther (1811–1871).
Emil von Grolman studierte 1828 bis 1830 Rechtswissenschaften an der Universität Gießen und wurde 1834 Akzessist am Sekretariat des Hofgerichts in Gießen. 1836 wurde er Landgerichtsassessor in Schlitz und 1846 Hofgerichtsassessor in Darmstadt, wo er 1850 zum Hofgerichtsrat ernannt wurde. 1861 erfolgte die Beförderung zum Oberappellationsgerichts- und Kassationsgerichtsrat am Oberappellationsgericht Darmstadt.
Von 1851 bis 1856 und erneut 1856 bis 1862 gehörte er der Zweiten Kammer der Landstände an. Er wurde für den Wahlbezirk Oberhessen 16 bzw. 10/Nidda gewählt.